# Mauritiinae
Mauritiinae podtribus palmi, dio tribusa Lepidocaryeae. Postoje 3 roda, svi u  tropskoj Južnoj Americi. 

## Rodovi
1. Lepidocaryum Mart.
2. Mauritia L.f.
3. Mauritiella Burret

## Sinonimi
- Lepidocaryinae Griseb.